# Xuanhanosaurus
Xuanhanosaurus („ještěr ze Süan-chan“) byl rod teropodního dinosaura z čeledi Metriacanthosauridae nebo Piatnitzkysauridae, případně se jednalo o bazálního (vývojově primitivního) zástupce kladu Allosauroidea., žijícího v období střední jury (zhruba před 168 až 161 miliony let). Fosilie xuanhanosaura byly objeveny v sedimentech čínského souvrství Dašanpu. Formálně byl popsán roku 1984.

## Popis

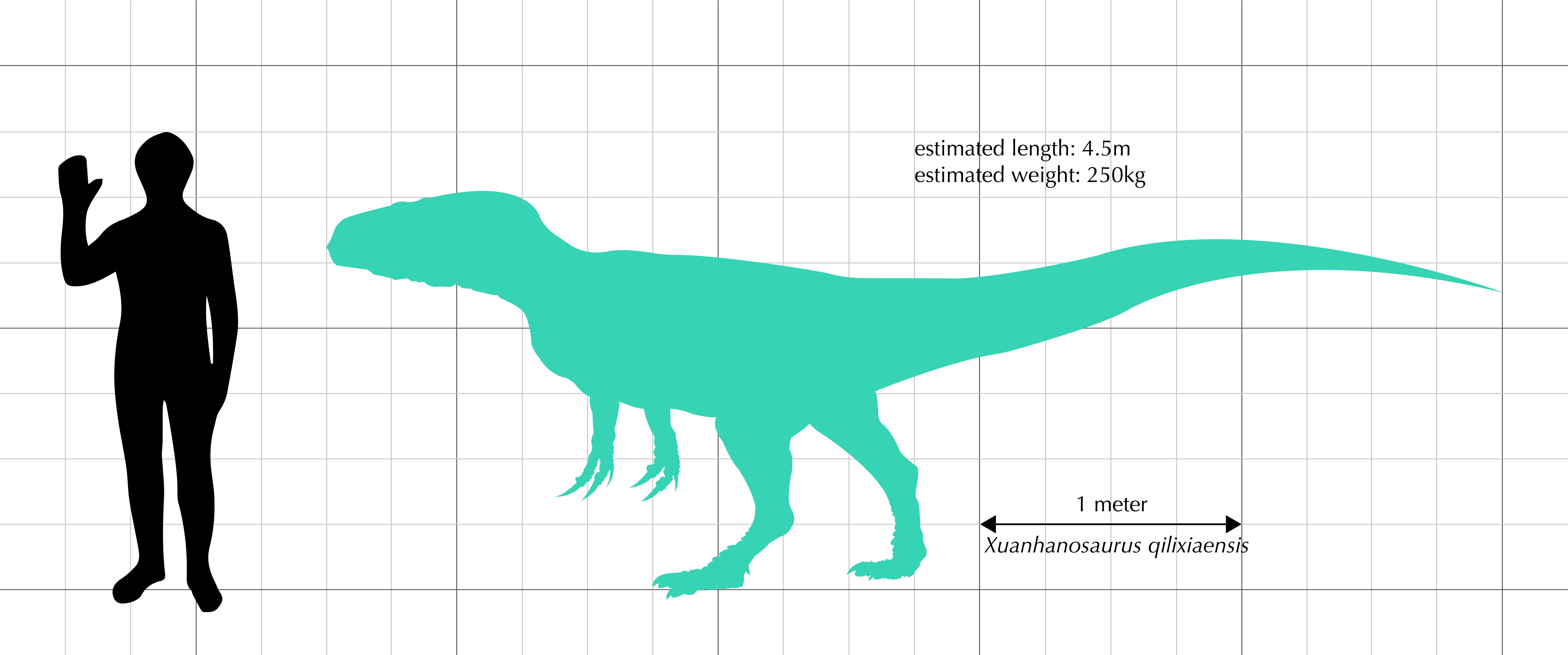
Xuanhanosaurus qilixiaensis - velikostní porovnání s člověkem.

Tento menší teropod dosahoval délky asi 4,5 metru a hmotnosti kolem 250 kg. Podle jiných odhadů mohl být dlouhý až 6 metrů.
Xuanhanosaurus měl neobvykle mohutné a relativně dlouhé přední končetiny (na rozdíl od pozdějších forem jako byl Tyrannosaurus). To spolu s jejich relativně "primitivním" utvářením vedlo paleontologa Donga Zhiminga k závěru, že se pohyboval po všech čtyřech končetinách. V tom případě by šlo o jediného známého kvadrupedního teropoda. Většina paleontologů však s touto interpretací nesouhlasí a předpokládájí, že šlo naopak o klasického dvounohého dravého dinosaura.
Ve stejných ekosystémech se vyskytovali také dva další středně velcí teropodi, a to rody Gasosaurus a Kaijiangosaurus.

## Systematické zařazení
Mezi nejbližší vývojové příbuzné tohoto druhu patřil patrně jiný středně jurský čínský taxon Yuanmouraptor jinshajiangensis, formálně popsaný v roce 2025. Oba teropodi spadají do čeledi Metriacanthosauridae (Allosauroidea, Carnosauria).